# Metro de Concepción
El Metro de Concepción es un proyecto de metro subterráneo en la comuna de Concepción, Región del Bío-Bío. El proyecto, según el único estudio oficial realizado por EFE Sur y que data de 2015, contempla una única línea que comienza en Estación Concepción del Biotren y termina en las afueras de la Universidad del Biobío, atravesando por el centro de la ciudad. Desde entonces, han existido anuncios de nuevos estudios que actualicen el proyecto, y campañas en favor de esta propuesta.
En diciembre de 2023 se abrió una licitación para estudio de idoneidad de un transporte masivo alternativo al Biotren para el Gran Concepción, entre los cuales se incluye la posibilidad de un metro.

## Historia
La idea de un medio de transporte masivo que ingrese al centro de la comuna de Concepción surge durante la primera década del siglo XXI. En 1999 se implementa el servicio de tren de cercanías Biotren, en su primer trazado entre Talcahuano y Chiguayante; y que con el correr de los años se iría extendiendo, hasta Hualqui en 2001, y hacia San Pedro de la Paz en 2005 con la creación de la línea 2, quedando la original como línea 1. Todo lo anterior, ocupando las líneas férreas prexistentes. La estación Concepción, la más cercana al centro de la ciudad, está ubicada a 1,2 kilómetros de la Plaza de la Independencia, que es considerada la plaza central de la comuna y de toda el área metropolitana del Gran Concepción; y además, considerando la aún mayor lejanía a otros puntos de alta concurrencia de la comuna como la Universidad de Concepción, la Universidad del Bío-Bío, diversos centros comerciales, y el Terminal de Buses Collao (principal estación de buses interurbanos del área metropolitana), se comenzó a levantar la necesidad de acercar el flujo del Biotren hacia el centro con otro medio de transporte masivo, sin considerar los ramales ferroviarios existentes.
En junio de 2009, el intendente de la Región del Biobío de ese entonces Jaime Tohá, anuncia el inicio de estudios para la implementación de un tranvía que acercara la Estación Concepción del Biotren con el centro de la ciudad. Debido al terremoto de Chile de 2010, ocurrido el 27 de febrero, que afectó especialmente al Gran Concepción, el estudio debió posponerse, pero en mayo de 2011 se señaló la reactivación de dichos estudios, con la apertura de la licitación para ello anunciado para el primer trimestre de 2012. En mayo de 2012, los seremis de Transportes y de Gobierno de esa época anunciaron el rediseño de dicha licitación como un "estudio ampliado a todo el sistema de locomoción colectiva del Gran Concepción", el cual a diciembre de 2013 finalmente no se realizó porque Contraloría rechazó la toma de razón de la licitación del estudio.

### Primer estudio de Metro para Concepción (2015)
En mayo de 2015 Ferrocarriles del Sur (Fesur) presentó los estudios realizados para la construcción de un servicio ferroviario subterráneo en Concepción, el cual considera 9 estaciones desde la estación Concepción hasta la Universidad del Bío Bío y que presentaba una rentabilidad social positiva; sin embargo el proyecto no fue considerado como urgente.
En el proyecto original se contemplaba el trazado comenzando desde la Estación Concepción del Biotrén, avanzando luego por calle O'Higgins, hasta Avenida Diagonal Pedro Aguirre Cerda, llegando a través de ella a Avenida Chacabuco, para luego continuar por Av. Roosevelt, calle San Juan Bosco y avenida Collao, hasta el acceso a la Universidad del Bío-Bío. Este trazado pasaría por el centro de la comuna penquista, teniendo cerca puntos neurálgicos como la Plaza de la Independencia, la Plaza René Schneider, y la Plaza Perú; así como edificios gubernamentales y la Municipalidad de Concepción, universidades como la Universidad de Concepción y la mencionada Universidad del Biobío, el Palacio de Tribunales en donde se encuentra la Corte de Apelaciones de Concepción, los juzgados de garantía y de Juicio Oral en lo Penal de Concepción, el Hospital Clínico Regional Guillermo Grant Benavente, y lugares de interés como el Mall del Centro Concepción, Cerro La Virgen (lugar de peregrinación los 8 de diciembre de cada año), la Plaza Acevedo - Patio de dinosaurios, el Estadio Ester Roa Rebolledo, y el Terminal de buses Collao.
Este trazado no fue el único, ante el anuncio del estudio. En abril de 2015 se propusieron dos alternativas a calle O'higgins como lo son Calle Víctor Lamas (bordeando el Parque Ecuador y el Cerro Caracol) y Avenida Los Carrera (principal arteria vial de la comuna), esta última propuesta por el propio alcalde de Concepción de ese entonces, Álvaro Ortiz Vera.

### Campaña "Muévete por un Metro" (2018-2020)
En septiembre de 2018 el tema volvía a cobrar fuerza en las redes sociales y a través de una serie de reportajes publicados en Diario Concepción, mientras que en octubre de 2018 la Cámara Chilena de la Construcción, en conjunto con la Municipalidad de Concepción, publicó un informe señalando que el proyecto poseería una rentabilidad social de 6,7%, y su coste sería de 500 millones de dólares; sin embargo, la ministra de Transportes Gloria Hutt señaló que el proyecto no era prioritario por el momento. Al mes siguiente, Fesur aclaró que no se descartaba la construcción del metro, y que se actualizarían los estudios realizados en 2015.
La iniciativa de construir un metro en Concepción tomó fuerza durante 2018 con el apoyo de la Cámara Chilena de la Construcción y la constitución de la agrupación ciudadana "Muévete por un Metro", conformada por autoridades locales, organizaciones no gubernamentales, instituciones educativas e integrantes de la sociedad civil penquista. En diciembre de 2018 una encuesta reveló que el 74% de la población penquista apoya la idea de que es necesario un servicio de metro en el gran Concepción.
En enero de 2019 el subsecretario de Transportes, José Luis Domínguez, confirmó que se realizarían nuevos estudios para evaluar la demanda y la rentabilidad del proyecto. A mediados de marzo se informaba que el proyecto del metro sería incorporado dentro de un plan estratégico de transportes para el Gran Concepción, situación que fue confirmada a mediados de abril. El 17 de junio la situación fue confirmada cuando el intendente de la Región del Biobío, Sergio Giacaman, señaló que se incluirá la posibilidad de construir un metro dentro de los estudios para el Plan Maestro de Transporte Público.
A finales de 2019 debió licitarse un nuevo estudio que actualice la información base del trazado del servicio, lo que no ocurrió.
En diciembre de 2020 la Cámara Chilena de la Construcción de Concepción presentó los ganadores de un concurso de diseño entre estudiantes de Arquitectura, donde el desafío era diseñar una de las estaciones de metro del servicio. De los 14 proyectos presentados, el premio fue entregado por el presidente del jurado, Juan Sabbagh, a la propuesta diseñada por dos estudiantes de Arquitectura de la Universidad del Desarrollo "Galerías de Agua" que imagina la propuesta estación Angol.

### Nuevos estudios (2023-2025)
En mayo de 2023 el Ministerio de Transportes de Chile asignó $700 millones para desarrollar un nuevo estudio de prefactibilidad para el proyecto de Metro en Concepción, con la licitación programada para el segundo semestre de este año. La Secretaría de Transportes, junto con Nelson Hernández, gerente general de FESUR, y el senador Enrique van Rysselberghe, indicaron que el estudio busca actualizar datos obsoletos del estudio realizado en 2015 y explorar cómo integrar el servicio de Biotrén con el centro de la ciudad. El proyecto, respaldado por diversas autoridades como Héctor Silva, seremi de Transportes y Telecomunicaciones, y académicos como el doctor Leonel Pérez y Sergio Baeriswyl, tiene como objetivo mejorar la calidad del transporte público en la región y se espera que este estudio esté concluido a fines de 2025.
En virtud del plan de inversión en transporte público y vialidad "Más Movilidad", anunciado en mayo de 2023, la idea de un medio de transporte masivo que ingrese al centro de Concepción fue puesto como una de las prioridades del plan. Producto de ello, el 13 de diciembre del mismo año se abrió la licitación para un estudio que defina el medio más idóneo para ingresar al centro de Concepción, teniendo en consideración tres alternativas: Tranvía, Metro, o un tren soterrado que funcione como extensión del propio Biotren, tomando como ejemplo la situación del MERVAL en su tramo por la comuna de Viña del Mar. El estudio tendrá en consideración los costos de cada uno, eventuales trazados en consideración a las circunstancias de la ciudad, y la cantidad de personas que se pretende movilizar en cada uno de los casos. La iniciativa fue valorada por expertos en transporte de la zona.

## Trayecto
El trazado propuesto en el estudio de 2015 contempla 5,3 km, con 9 estaciones:
| Nombre propuesto para la estación | Ubicación aproximada (coordenadas)                 | Notas |
| --------------------------------- | -------------------------------------------------- | --- |
| Concepción                        | 36°49′37.2″S 73°03′38.7″O / -36.827000, -73.060750 | Av. Los Carrera con Calle Arturo Prat; se ha señalado que esta estación debería tener una infraestructura intermodal que permita el transbordo con la estación Concepción del Biotrén. Centro de Concepción.                            |
| Angol-Lincoyán                    | 36°49′45.9″S 73°03′15.5″O / -36.829417, -73.054306 | Av. Libertador General Bernardo O'Higgins entre las calles Angol y Lincoyán. Centro de Concepción. |
| Aníbal Pinto-Colo Colo            | 36°49′37.5″S 73°02′55.1″O / -36.827083, -73.048639 | Av. Libertador General Bernardo O'Higgins entre las calles Aníbal Pinto y Colo Colo. Centro de Concepción. |
| Tribunales                        | 36°49′32.8″S 73°02′44.0″O / -36.825778, -73.045556 | Av. Libertador General Bernardo O'Higgins entre las calles Tucapel y Diagonal Pedro Aguirre Cerda. En este punto la línea se torcería por calle Diagonal. En esta zona se halla el Palacio de los Tribunales de Justicia de Concepción. |
| Hospital-U. de Concepción         | 36°49′36.0″S 73°02′19.0″O / -36.826667, -73.038611 | Av. Chacabuco con calle Janequeo. En este punto se encuentra la entrada principal de la Universidad de Concepción, así como el Hospital de Concepción.                                                                                  |
| Juan Bosco                        | 36°49′13.7″S 73°02′09.3″O / -36.820472, -73.035917 | Calles Roosevelt con Lientur. La línea avanzaría por la Avenida San Juan Bosco. |
| Plaza Acevedo                     | 36°48′55.7″S 73°01′48.4″O / -36.815472, -73.030111 | Calles General Novoa con Maipú. En esta zona se encuentra el Museo de Historia Natural de Concepción y la Plaza Acevedo. |
| Terminal-Estadio Collao           | 36°49′02.0″S 73°01′24.8″O / -36.817222, -73.023556 | Calles Collao con Tegualda. En esta zona se encuentra el Estadio Municipal de Concepción así como el terminal de buses Collao. |
| U. del Bío-Bío                    | 36°49′12.1″S 73°00′57.3″O / -36.820028, -73.015917 | Calle Collao a la altura del estero Nonguén. Esta estación está próxima a las dependencias de la Universidad del Bío-Bío. |

## Otras propuestas
Entre las propuestas del movimiento «Muevete por un metro» de la Cámara Chilena de la Construcción, se menciona la creación de una red de tren-metro compuesta por 6 líneas:
- Las líneas 1 y 2 correspondientes a las actuales líneas del Biotrén
- La línea 3 compuesta por el proyecto de metro del 2015 (Estación Concepción - UBB) extendiéndolo por un extremo desde Av. Collao hacia el este, hasta Camino a Nonguén; y desde la Estación Concepción hacia el norte pasando por los sectores Pedro del Rio, calle Bulnes, cerro La Pólvora / Universidad San Sebastián, Barrio Norte, Laguna Lo Custodio, Laguna Lo Galindo, Barrio Modelo, las lomas de Bellavista, San Sebastián y San Andrés, terminando en el Aeropuerto Internacional Carriel Sur.
- La línea 4 de la propuesta pasaría por todo el eje Paicaví / Autopista / Colón, desde la Universidad de Concepción (conectando con la línea 3) hasta la estación Mercado de Talcahuano (conectando con la línea 1), pasando por diversos puntos de interés como cinco importantes universidades (además de la de Concepción, la Universidad San Sebastián, la Universidad Católica de la Santísima Concepción, el Inacap y la Universidad Andrés Bello), la Rotonda Paicaví / Los Carrera por donde transita gran parte de la locomoción colectiva del Gran Concepción, el sector Trébol donde se encuentra dos importantes centros comerciales (Mallplaza Trebol y Espacio Urbano Biobío) además del SurActivo y tres hoteles, el barrio Brisas del Sol donde se encuentra el Casino Marina del Sol, diversos barrios populosos de Concepción y Talcahuano, el Coliseo Monumental La Tortuga, y el centro de Talcahuano.
- La línea 5 de la propuesta, conectaría la comuna de Concepción con Penco, siguiendo la línea férrea ya existente del Ramal Rucapequén-Concepción. En la propuesta, comenzaría con un intercambio con la línea 3 a la altura de calle Lientur, cerca del cerro La Pólvora, en Barrio Norte. Esta línea está contemplada por EFE Sur como eventual línea 3 del Biotren que, a diferencia de la propuesta de «Muevete por un metro», partiría desde la estación Concepción.[35]
- Finalmente, la línea 6 de la propuesta pasaría a lo largo de la Avenida Las Golondrinas que divide las comunas de Talcahuano y Hualpén desde una eventual conexión con la línea 4, también conectándose con la línea 1 en la Universidad Técnica Federico Santa María. No se señala si se conectaría a la línea 4 en el sector Trébol o en el sector Brisas del Sol, ni tampoco se señala donde terminaría, existiendo diversas posibilidades como terminar en Avenida Gran Bretaña, en el sector "Cuatro Esquinas" estando cerca de ENAP Biobío, o virar allí a la izquierda pasando por diversos barrios de Hualpén, o virar allí a la derecha hacia el sector industrial de Talcahuano, o continuar en línea recta por Las Golondrinas hasta Caleta Lenga.

Otras propuestas invitan a no descartar otros medios de transporte masivos, principalmente por el alto costo por kilómetro del proyecto de Metro de 2015, y la alta presencia de napas subterráneas considerando que la ciudad está emplazada sobre el Valle de la Mocha, lo que, eventualmente, podría encarecer aún más el proyecto. Principalmente se ha señalado como más factible un Tranvía, medio de transporte con el que Concepción contó hasta el año 1941, y que sus adeptos señalan ser más económico y versátil para implementarse en calles vehiculares y peatonales, desde el centro de la ciudad hacia los barrios.  Otros actores han planteado la posibilidad de un tren ligero, o monorriel, ambos de forma elevada. En todas las propuestas alternativas a un metro, se plantea la necesidad de implementar una red integral de Transporte Público para todo el Gran Concepción y no pensar en un solo medio de transporte nuevo.